# Михалис Папаконстантину
Михаил (Михалис) Георгиу Папаконстантину (на гръцки: Μιχάλης Παπακωνσταντίνου) е гръцки политик, историк и публицист. 

## Биография
Папаконстантину е роден на 1 ноември 1919 година в Кожани, Гърция. Учи право в Солунския университет и също в Манчестърския, Кеймбриджкия и Хайделбергския университет. 
Започва политическата си кариера в Съюза на центъра, откъдето е депутат през 1961-1967. През 1964 г. е заместник-министър на отбраната в правителството на Георгиос Папандреу-старши.
През 1978 г. преминава в дясната партия Нова демокрация. От 1989 до 1993 г. заема различни министерски постове, включително на външните работи (1992-1993). Обявява се за по-твърда политика към Скопие, поради което е изключен от партията. 
Папаконстантину редовно пише статии във вестници в Атина и Солун, сътрудничи на местни и чужди издания. Член на Обществото за македонски изследвания и Института за балкански изследвания в Солун.
Умира на 17 януари 2010, на 91 години.
Негов племенник е Георгиос Папаконстантину, министър на финансите в правителството на ПАСОК от 2009 до 2011 г.

## Книги
- Some aspects on the problem of minorities. Manchester (1951).
- Σύντομη Ιστορία της Κοζάνης (1961)
- Η Μακεδονία μετά τον Μακεδονικό Αγώνα (1985)
- Η αγροτική πολιτική (1992)
- Πολιτική συγκρότηση και Προεδρικές εκλογές στις ΗΠΑ (1992)
- Το ημερολόγιο ενός πολιτικού. Η εμπλοκή των Σκοπίων (1994)
- Μία βορειοελληνική πόλη στην Τουρκοκρατία. Ιστορία της Κοζάνης (1400-1912) (1998)
- Η ταραγμένη εξαετία 1961-1967 (1998)
- Βαλκάνια: η άγνωστη γειτονιά μας (2002), εκδ. Μελάνι.